# Site préhistorique de la serranía de La Lindosa

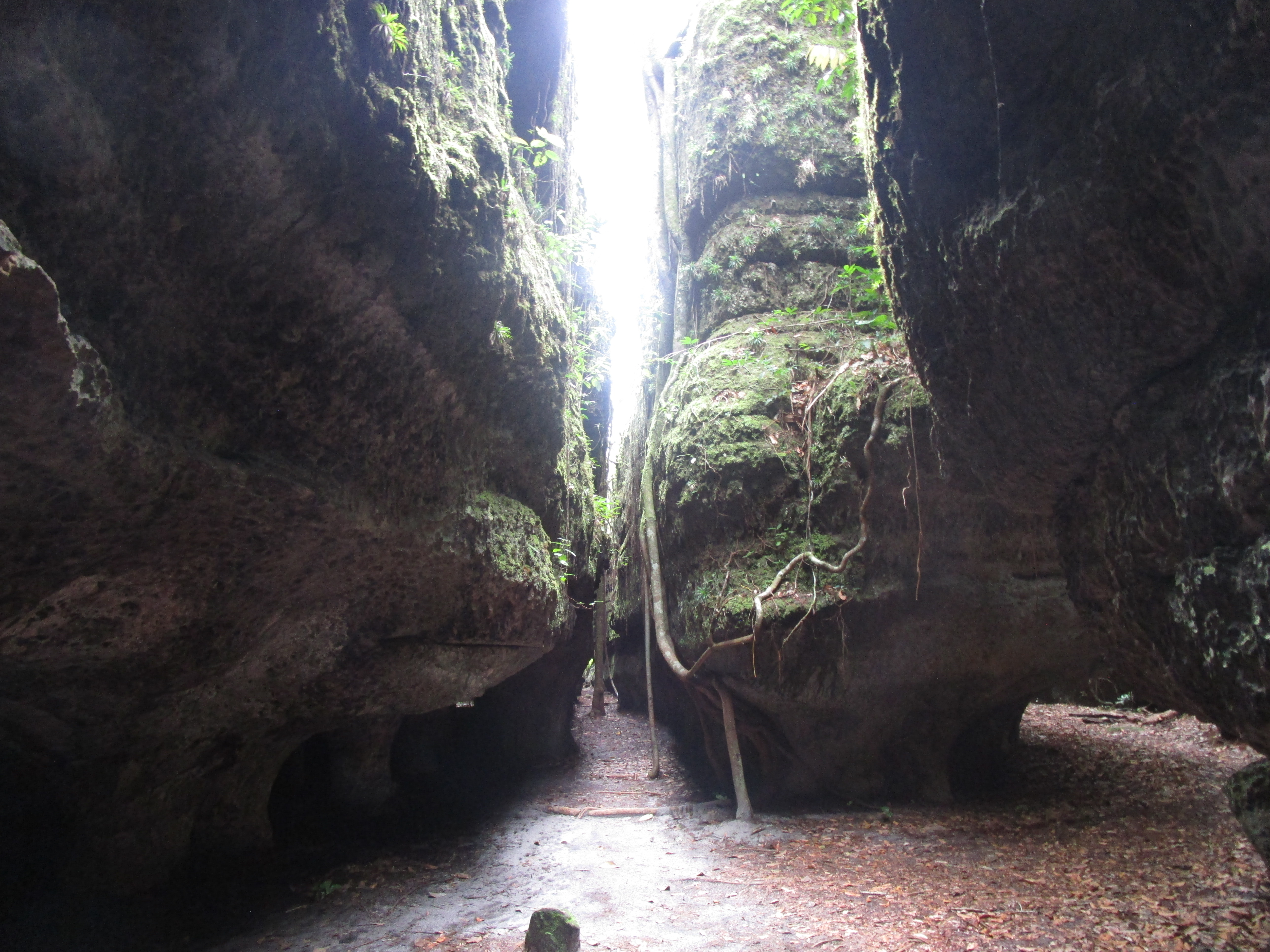
Formations rocheuses dans la serranía de La Lindosa

Le site préhistorique de la serranía de La Lindosa est un site d'art rupestre de Colombie. Il est situé dans la chaine de petites montagnes du même nom, dans le département de Guaviare, dans la partie amazonienne du pays. Les peintures rupestres sont datées d'environ 12 500 ans avant le présent.

## Situation
La serranía de La Lindosa est une chaine de petites montagnes, dont l'altitude n'excède pas 470 m, située dans le département de Guaviare, en Colombie, entre la rivière Guaviare et la rivière Inírida, et entre l'Amazone et l'Orénoque.

## Historique
En 1948, l'explorateur français Alain Gheerbrant est probablement l'un des premiers scientifiques à découvrir cette « falaise d’un blanc éclatant », sur laquelle « des animaux, des hommes et des singes rouges se chevauchaient en un palimpseste de danses immobiles ». Il envoie en Europe les premières photographies de ces peintures rupestres. Par la suite, il devint difficile d'accéder au site, la région de Guaviare étant devenue le fief des Forces armées révolutionnaires de Colombie, bien que quelques archéologues aient tenté d'y mener des études dans les années 1980-1990. Il fallut attendre les négociations de paix entre la guérilla et le gouvernement colombien pour pouvoir y retourner.

## Art rupestre
En 2020 est rendue publique l'existence de milliers de peintures rupestres sur douze kilomètres de parois du massif. Environ 75 000 peintures sont ainsi recensées sur une quarantaine de falaises. Réparties dans de nombreux abris sous roche, elles sont datées d'environ 12 500 ans avant le présent. Ces peintures représentent des humains et des animaux, notamment de la mégafaune disparue (mastodontes, paléo-lamas (en), paresseux géants , etc.).
L'importance de cette découverte archéologique a conduit les chercheurs à la surnommer la « chapelle Sixtine des Anciens », en référence au monument de la Renaissance de Rome.

## Fossiles
Outre les peintures, des restes humains fossiles et plus de 100 000 fragments d'ossements animaux ont été trouvés. Pourtant, habituellement « les caractéristiques physiques et chimiques des sols en Amazonie ne permettent pas de trouver des ossements car ils ne se conservent pas bien », comme l'indique l'archéologue Jeison Lenis Chaparro.

## Protection
En 2018, l'institut colombien d'anthropologie et d'histoire a classé 893 hectares de la serranía comme zone archéologique protégée. Cette aire protégée contient notamment les secteurs de Cerro Azul (es), La Pizarra, Nuevo Tolima, Los Alpes, Raudal del Guayabero, Las Brisas et El Tigre.

## Menaces
Le site archéologique, qui n'est pas encore aménagé en 2020 pour recevoir les touristes et protéger les peintures, est confronté au vandalisme, de nombreux tags et inscriptions s'étalant ainsi sur plusieurs mètres sur les parois. Depuis fin 2019, la municipalité de San José del Guaviare, qui a vu le nombre de touristes exploser depuis le processus de paix, prend le problème au sérieux et crée un secrétariat et un adjoint dédiés au tourisme, lançant aussi un plan de développement du tourisme pour mieux contrôler les entrées sur le site.